# یو رامیرز
یواخین رامیرز فرناندز (به انگلیسی: Joaquín Ramírez Fernández) (زادهٔ ۲۰ اوت ۱۹۴۱ در مکزیکو سیتی)، نویسنده، و کارمند بازنشستهٔ چندین تیم مسابقات اتومبیل‌رانی اهل مکزیک است. رامیرز بین سال‌های ۱۹۸۴ تا ۲۰۰۱، و بویژه در زمان رقابت رسوایی‌آور آیرتون سنا و آلن پروست در اواخر دههٔ ۱۹۸۰، هماهنگ‌کنندهٔ تیم فرمول یک مک‌لارن بوده‌است.